# Mohamed Abdelfatah
Mohamed Abdelfatah (en árabe: محمد ابراهيم عبد الفتاح محمد‎; Suez, 4 de febrero de 1978) es un luchador egipcio de lucha grecorromana que adquirió la nacionalidad bareiní en 2014. Participó en tres Juegos Olímpicos. Octava posición en Juegos Olímpicos de Sídney 2000, un 13.º puesto en Juegos Olímpicos de Londres 2012 y fue descalificado en Juegos Olímpicos de Atenas 2004. Compitió en seis campeonatos mundiales consiguiendo dos medallas, de oro en 2006 y de bronce en 2002. Ganó dos medallas de oro en los Juegos Panafricanos de 1999. Ganador de cuatro campeonatos africanos. Tercero en Campeonato Asiático de 2016. Obtuvo tres medallas en Juegos Mediterráneos, de oro en 2001 y 2005. Acabó en primera posición en la Copa del Mundo de 2001 y 2002.